# Чорнушине
Чорнушине (до 2025 — Чорнухине) — селище в Україні, у Алчевській міській громаді, Алчевського району Луганської області.
Поблизу селища ведеться видобуток вугілля. У самому селищі діє Свято-Миколаївський храм. Знаходиться на тимчасово окупованій території України. Під контролем сепаратистів «ЛНР» з 20 лютого 2015 року.

## Населення
9200 мешканців (1984), 7782 мешканці (2001). Видобуток вугілля.

### Мова
Розподіл населення за рідною мовою за даними перепису 2001 року:
| Мова            | Кількість | Відсоток |
| --------------- | --------- | -------- |
| російська       | 6799      | 87.37%   |
| українська      | 912       | 11.72%   |
| білоруська      | 3         | 0.04%    |
| румунська       | 3         | 0.04%    |
| інші/не вказали | 65        | 0.83%    |
| Усього          | 7782      | 100%     |

## Географічне розташування
Селище Чорнушине знаходиться за 63 км на північний схід від Донецька, за 8 км на схід Дебальцеве, за 73 км на північний захід від Луганська. У межах міста бере початок річка Чорнуха і її мілководні притоки, на одному з яких для постачання міста питною та технічною водою в радянський час було зведено Чорнухинське водосховище. На захід від основного житлового масиву селища розташована залізнична станція Чорнухине.

## Історія
Колишня назва — Чорнухинський пост Кальміуської паланки Війська Запорозького  — 1600 р., слобода Чорнухине — 1778 р., село Чорнухине — 1892 р., смт Чорнухине — від 1938 р.
У XVII сторіччі на місці селища існувало два зимівника Кальміуської паланки Війська Запорозького Низового, відомих як «Поповий Яр» і «Чорнухин Байрак».
За даними на 1859 рік у казенному селі Слов'яносербського повіту Катеринославської губернії мешкало 1928 осіб (946 чоловіків та 982 жінки), налічувалось 242 дворових господарства, існували православна церква та поштова станція, проходило 3 щорічних ярмарки.
Станом на 1886 рік в селі, центрі Чорнухинської волості, мешкало 2691 особа, налічувалось 327 дворів, існували православна церква, школа, 2 лавки, ренський погріб, відбувалось 3 щорічних ярмарки.
Відповідно до Розпорядження Кабінету Міністрів України від 12 червня 2020 року № 717-р «Про визначення адміністративних центрів та затвердження територій територіальних громад Луганської області» увійшло до складу Алчевської міської громади.
05 червня 2025 року відповідно до Постанови Верховної Ради України № 4483-IX селище Чорнухине було перейменовано на селище Чорнушине. Постанова набула чинності 18 червня 2025 року.

### Російсько-українська війна
14 серпня 2014 року в ході війни на сході України селище було звільнене українськими військами від проросійських терористів. Але ще до 19 серпня 2014 року проводилася операція із зачистки від терористів. 14 вересня під Чорнухиним загинули кулеметник 11-го тербату «Київська Русь» Козенко Олександр Сергійович та старший солдат Денис Ханчич. 21 вересня терористи з артилерії обстрілюють українські позиції в Чорнухиному, на деяких ділянках намагалися атакувати із застосуванням бронетехніки. 12 жовтня 2014-го в приватне господарство потрапила мінометна міна при обстрілі терористів, 39-річний господар зазнав осколкових поранень шиї, невдовзі після госпіталізації помер.
7 жовтня 2014 року селище було виключено зі складу Перевальського району і приєднано до Попаснянського району Луганської області.
18 жовтня 2014-го голова Луганської ОДА Геннадій Москаль особисто відвіз бригаду Укрпошти в Чорнухине — для погашення заборгованості по пенсіях. Заборгованість сягала 3-5-х місяців; щоб її погасити, знадобилося до 30 мільйонів гривень готівки, довезення супроводжували 2 БТР-и та кілька десятків автоматників.
Станом на 6 листопада пожвавилася діяльність терористів у районі Дебальцевського плацдарму поблизу Чорнухиного, переходять від обстрілів до атак позицій українських військ. У складі атакуючих — переважно російські «козаки», підкріплені РУЗВ «Град»
.
1 січня 2015 року о 6.30 ранку бойовики «ЛНР» обстріляли з мінометів Чорнухине, зруйновані два приватні будинки, іще один будинок згорів; один мирний мешканець загинув, двоє зазнали поранень. По уточнених даних, померло двоє цивільних, один військовик поранений. 31 січня у бою поблизу селища Чорнухине загинули військовики 30-ї бригади командир танка капітан Роман Башняк, молодший сержант, механік-водій Олександр Лимарь та солдат-навідник Олександр Батурін, солдат Ковальчук Юрій Анатолійович, молодший сержант 30-ї бригади Віктор Садовець, солдати Ігор Волошин й Олександр Черепаха, військовики 15-го гірськопіхотного батальйону лейтенант Олег Довгий, солдат Михайло Григоришин та старший солдат Сергій Матусевич. 31 січня чи 6 лютого загинув старший солдат 30-ї бригади Роман Вербецький.
6 лютого в бою під час танкової атаки терористів зникли безвісти та загинули вояки 57-ї бригади старший лейтенант Микола Карнаухов, старший солдат Віталій Іскандаров, солдати Олександр Мокляк й Євген Шверненко, згодом впізнані серед загиблих; смертельного поранення осколком в голову зазнав старший солдат 15-го гірськопіхотного батальйону Олександр Капуш. Протягом 6-7 лютого рятувальники ДСНС спільно з волонтерами вивозили з Чорнухиного мешканців — через постійні обстріли. Вдалося за 2 дні евакуювати 106 людей, із них 20 дітей — 6-го вивезли 39 людей, з них 10 дітей, 7-го — 67 людей, у тому числі 10 дітей. Використовували два броньовані КрАЗи. На ранок 9 лютого надходить звістка, що українські військові вибили бойовиків з Чорнухиного; бої за селище тривали протягом 7-8 лютого — підрозділи ЗС України та батальйон імені Іси Мунаєва. 9 лютого українськими військовими в боях під Чорнухиним знищено 7 бойовиків.
10 лютого з в'язниці у Чорнухиному втекли 340 ув'язнених із тюрми № 23 здійснили в першій половині дня у вівторок, під вартою залишилися близько 30 осіб — втеча була здійснена після обстрілів терористами. 12 лютого до Чорнухинської колонії повернулися 83 засуджених, ще 23 втікачі дісталися блок-постів Нацгвардії. 15 лютого у бою під Чорнухиним поранений в ноги солдат 30-ї бригади Олег Кобченко. Разом із пораненими бійцями 128-ї бригади Кобченка вивозили до шпиталю, колона потрапила під обстріл. Відтоді вважався зниклим безвісти. 17 лютого в бою поблизу Чорнухиного зазнав поранення, несумісного із життям, солдат 57-ї бригади Анатолій Шумило.
19 лютого 2015 року після ліквідації Дебальцевого як такого українські війська відійшли із Чорнухиного.